# Quercusia caerulescens
Quercusia caerulescens är en fjärilsart som beskrevs av Barend J. Lempke 1936. Quercusia caerulescens ingår i släktet Quercusia och familjen juvelvingar. Inga underarter finns listade.